# Édouard Bénédictus
Édouard Bénédictus (29 de juny de 1878 - 28 de gener de 1930) va ser un químic, decorador, pintor i compositor francès. El 1909 va registrar la patent sobre la invenció del vidre laminat.

## Biografia
Édouard Bénédictus va néixer el 1878 a París, en el si d'una família d'origen neerlandès. La seva tia era Judith Gautier, filla de l'escriptor Théophile Gautier, qui va intentar allunyar-li dels estudis artístics que considerava fútils, i el va orientar cap a la química. De jove va ser enviat a estudiar a Darmstadt a Alemanya, encara que no va abandonar les seves aficions artístiques per a la pintura i la composició musical. Cap a 1900, va ingressar en la Societat dels Apatxes, un cercle d'artistes.
El 25 de novembre de 1909, va dipositar una patent sobre un procediment per produir vidre laminat. Havia descobert aquest nou producte el 1903, gràcies a la caiguda accidental des d'una escala d'un flascó de vidre que contenia una solució de cel·luloide, constatant que el flascó no es va trencar. El 7 de juliol de 1911 va fundar la «Societat del Vidre Triplex», que va ser absorbida per Saint-Gobain a partir de 1927.
Durant els anys 1920, al marge de les ciències aplicades, Bénédictus també va ser conegut per les seves creacions d'estil art déco, quan va treballar al costat de Jean Saudé entre uns altres. El 1925, Laure Albin Guillot va realitzar el seu retrat fotogràfic exposat a l'Exposició dels arts decoratiues i industrials modernes del 1925.
Va morir el gener de 1930 a París, i la seva memòria fúnebre va ser pronunciada per Paul Léon.
Entre febrer i abril de 1986, el Centre cultural francès de Roma, el Museu de les Arts Decoratives de París, la Galeria Consigli d'Art de Parma i el Centre Cultural Francès de Milà, li van retre homenatge a través d'una exposició itinerant centrada sobre les seves creacions d'art déco, frescos, guaixos, estergits i teixits impresos.

## Escrits
- Saudé, Jean; Descaves, Lucien; Bourdelle, Antoine. Traité d'enluminure d'art au pochoir, par Jean Saudé. Précédé de notes par MM. Antoine Bourdelle, Lucien Descaves, de l'Académie Goncourt, et Sem (Georges Goursat) (en francès).  Argenteuil, París: Impr. R. Coulouma, 1925.
- Nouvelles Variations. Soixante-quinze motifs décoratifs en vingt planches (pdf) (en francès).  París: Albert Lévy, 1929.
- Relais 1930. 15 planches donnant 42 motifs décoratifs. Enluminure d'art de Jean Saudé. Préliminaires d'Yvanhoé Rambosson (en francès).  París: Éditions Vincent Fréal et Cie, 1931.
- Variations. 86 motifs décoratifs en 20 planches. Pochoirs de Jean Saudé (en francès).  París: s.n.